# Spawn (telessérie)
Spawn (Spawn - O Soldado do Inferno no Brasil) é uma série de animação para a TV exibida pela HBO entre 1997 e 1999 baseada no personagem de quadrinhos de mesmo nome, criado por Todd McFarlane. Em 1999, foi indicada ao Emmy de melhor programa de animação com mais de uma hora. Também foi eleito o quinto melhor desenhos baseado em quadrinhos pelo IGN. Também em 1999, ganhou o Troféu HQ Mix de "melhor produção para outras linguagens".